# Зириклытамак
Зириклытамак, Зириклы -Тамак (баш. Ереклетамаҡ) — деревня в Бижбулякском районе Башкортостана, относится к Кош-Елгинскому сельсовету. Проживают чуваши.
С 2005 — современный статус.

## История
Название происходит от названия речки Ерекле и термина тамак ‘устье’.
Статус деревня, сельского населённого пункта, посёлок получил согласно Закону Республики Башкортостан от 20 июля 2005 года N 211-з «О внесении изменений в административно-территориальное устройство Республики Башкортостан в связи с образованием, объединением, упразднением и изменением статуса населенных пунктов, переносом административных центров», ст.1:

6. Изменить статус следующих населенных пунктов, установив тип поселения — деревня:

5) в Бижбулякском районе:…

ж) поселка Зириклытамак Кош-Елгинского сельсовета

## Географическое положение
Расстояние до:
- районного центра (Бижбуляк): 44 км,
- центра сельсовета (Кош-Елга): 3 км,
- ближайшей ж/д станции (Аксаково): 28 км.

## Население
| 2002 | 2009 | 2010 |
| ---- | ---- | ---- |
| 80   | ↘75  | ↘64  |

Национальный состав
Согласно переписи 2002 года, преобладающая национальность — чуваши (99 %)